# Kupa na Bălgarija 2002-2003
La Coppa di Bulgaria 2002-2003 è stata la 21ª edizione di questo trofeo, e la 63ª in generale di una coppa nazionale bulgara di calcio, iniziata il 9 ottobre 2002 e terminata il 21 maggio 2003.  Il Levski Sofia ha vinto il trofeo per la ventitreesima volta.

## Primo turno
A questo turno partecipano 14 squadre della terza divisione, 1 della quarta e 15 squadre della Seconda Lega.
| Squadra 1          | Risultato       | Squadra 2         |
| ------------------ | --------------- | ----------------- |
| 9 ottobre 2002     |                 |                   |
| Sliven             | 1 – 0           | Belite orli       |
| Nesebăr            | 5 – 0           | Spartak Pleven    |
| FC Beroe 1999      | 0 – 8           | Rodopa Smoljan    |
| Botev Boboshevo    | 3 – 1           | Botev Vraca       |
| Hebăr Pazardžik    | 3 – 3 (7-5 dtr) | Conegliano German |
| Kameno             | 2 – 0           | Beroe             |
| Šumen              | 0 – 2           | Pirin Blagoevgrad |
| Vihar-Vladislav    | 1 – 0           | Dunav Ruse        |
| Lokomotiv Dryanovo | 2 – 5           | Svetkavica        |
| Minjor Pernik      | 0 – 1           | Makedonska Slava  |
| FK Etăr            | 0 – 0 (3-5 dtr) | Sokol Markovo     |
| Botev Ihtiman      | 3 – 5           | Belasica Petrič   |
| Haskovo            | 0 – 1           | Vidima-Rakovski   |
| Levski Glavinitsa  | 1 – 2           | Jantra Gabrovo    |
| Lokomotiv Mezdra   | 2 – 1 (dts)     | Akademic Svištov  |

## Sedicesimi di finale
A questo turno partecipano i 15 vincitori del turno precedente con l'aggiunta del Montana e dello Spartak Sofia e le 15 squadre della Prima Lega.
| Squadra 1                        | Totale      | Squadra 2         | Andata | Ritorno |
| -------------------------------- | ----------- | ----------------- | ------ | ------- |
| 29 ottobre 2002/16 novembre 2002 |             |                   |        |         |
| Čern. Balčik                     | 0 – 7       | Marek Dupnica     | 0 - 1  | 0 - 6   |
| 30 ottobre 2002/16 novembre 2002 |             |                   |        |         |
| Belasica Petrič                  | 4 – 6       | CSKA Sofia        | 2 - 3  | 2 - 3   |
| Vihar-Vladislav                  | 0 – 7       | Liteks Loveč      | 0 - 5  | 0 - 2   |
| Botev Plovdiv                    | 2 – 3       | Makedonska Slava  | 2 - 3  | 0 - 0   |
| Jantra Gabrovo                   | 1 – 5       | Lokomotiv Plovdiv | 1 - 2  | 0 - 3   |
| Svetkavica                       | 2 – 4       | Slavia Sofia      | 0 - 0  | 2 - 4   |
| Vidima-Rakovski                  | 3 – 3 (gfc) | Nafteks Burgas    | 1 - 1  | 2 - 2   |
| Sliven                           | 0 – 5       | Rilski Sportist   | 0 - 2  | 0 - 3   |
| Montana                          | 3 – 4       | Botev Boboshevo   | 1 - 1  | 2 - 3   |
| Rodopa Smoljan                   | 0 – 1       | Dobrudža          | 0 - 1  | 0 - 0   |
| Nesebăr                          | 1 – 6       | Černo More Varna  | 0 - 4  | 1 - 2   |
| Kameno                           | 0 – 11      | Lokomotiv Sofia   | 0 - 2  | 0 - 9   |
| Spartak Sofia                    | 3 – 0       | Lokomotiv Mezdra  | 2 - 0  | 1 - 0   |
| Hebăr Pazardžik                  | 2 – 7       | Spartak Varna     | 2 - 5  | 0 - 2   |
| FK Černomorec Burgas             | 5 – 3       | Sokol Markovo     | 2 - 2  | 3 - 1   |
| 17 ottobre 2002/20 novembre 2002 |             |                   |        |         |
| Pirin Blagoevgrad                | 1 – 3       | Levski Sofia      | 0 - 1  | 1 - 2   |

## Ottavi di finale
| Squadra 1                        | Totale | Squadra 2            | Andata | Ritorno |
| -------------------------------- | ------ | -------------------- | ------ | ------- |
| 30 novembre 2002/6 dicembre 2002 |        |                      |        |         |
| Černo More Varna                 | 0 – 3  | Liteks Loveč         | 0 - 1  | 0 - 2   |
| 30 novembre 2002/7 dicembre 2002 |        |                      |        |         |
| Marek Dupnica                    | 6 – 2  | Dobrudža             | 4 - 0  | 2 - 2   |
| Makedonska Slava                 | 5 – 1  | Botev Boboshevo      | 3 - 0  | 2 - 1   |
| Vidima-Rakovski                  | 2 – 3  | FK Černomorec Burgas | 2 - 0  | 0 - 3   |
| Lokomotiv Plovdiv                | 6 – 3  | Spartak Sofia        | 6 - 0  | 0 - 3   |
| Slavia Sofia                     | 4 – 1  | Lokomotiv Sofia      | 4 - 0  | 0 - 1   |
| Spartak Varna                    | 0 – 2  | Levski Sofia         | 0 - 0  | 0 - 2   |
| Rilski Sportist                  | 2 – 7  | CSKA Sofia           | 2 - 1  | 0 - 6   |

## Quarti di finale
| Squadra 1                     | Totale          | Squadra 2         | Andata | Ritorno |
| ----------------------------- | --------------- | ----------------- | ------ | ------- |
| 19 febbraio 2003/4 marzo 2003 |                 |                   |        |         |
| CSKA Sofia                    | 4 – 2           | Makedonska Slava  | 3 - 2  | 1 - 0   |
| FK Černomorec Burgas          | 1 – 2           | Marek Dupnica     | 1 - 0  | 0 - 2   |
| Levski Sofia                  | 2 – 1           | Lokomotiv Plovdiv | 1 - 0  | 1 - 1   |
| 4 marzo 2003/12 marzo 2003    |                 |                   |        |         |
| Slavia Sofia                  | 2 – 2 (4-5 dtr) | Liteks Loveč      | 2 - 0  | 0 - 2   |

## Semifinali
| Squadra 1                    | Totale | Squadra 2     | Andata | Ritorno |
| ---------------------------- | ------ | ------------- | ------ | ------- |
| 16 aprile 2003/3 maggio 2003 |        |               |        |         |
| Liteks Loveč                 | 6 - 0  | Marek Dupnica | 2 - 0  | 4 - 0   |
| CSKA Sofia                   | 0 - 1  | Levski Sofia  | 0 - 1  | 0 - 0   |

## Finale
| Arbitro: | Ivan Dobrinov |

|             |           |                             |
| Hdiouad 89’ | Marcatori | 48’ Golovskoy 82’ Simonović |